# Blandibractea
Blandibractea é um género botânico pertencente à família Rubiaceae.